# Albaida (Spanyolország)
Albaida település Spanyolországban, Valencia tartományban. Albaida Agullent, Aielo de Malferit, Benissoda, Bufali, El Palomar, Agres és Muro de Alcoy községekkel határos. Lakosainak száma 6235 fő (2024).

## Népesség
A település lakosságának változását az alábbi diagram mutatja:
| Lakosok száma | 5918 | 6257 | 6269 | 6449 | 6162 | 6031 | 5946 | 5900 | 5989 | 6235 |
|               | 2001 | 2004 | 2007 | 2009 | 2012 | 2014 | 2017 | 2019 | 2022 | 2024 |